# Datengenerator
Ein Datengenerator ist ein Gerät, welches Fehlkommunikation in einem Kommunikationsnetz simulieren und reproduzieren kann.
Ein solches Gerät besteht aus einem programmierbaren Mikroprozessor, einem Speichermedium, Schnittstellen und ein oder mehreren Kanälen zum Anschluss des Kommunikationsnetzes. Datengeneratoren besitzen meist eine eigene Energieversorgung (z. B. durch einen Akkumulator). Über die Schnittstelle werden Daten in die Kommunikation eingespeist. Über eine dieser Schnittstellen wird ein Datengenerator auch für seinen Einsatz konfiguriert (z. B. die zu sendenden Nachrichten, Antwort-Nachrichten auf empfangene Daten, zyklisch zu sendende Daten usw.).

## Anwendungen
Datengeneratoren werden zur Ansteuerung und Prüfung von Steuergeräten in Entwicklung, Produktion und Service, zu Systemtests mit bewusst generierten Stördaten, zum Senden von benutzerkonfigurierten Telegrammen oder Daten im industriellen Umfeld sowie zur ECU-Emulation genutzt.

## Spezifikationen
Man unterscheidet zwischen Datengeneratoren für den „Hausgebrauch“ und solchen für den professionellen Einsatz. Letztere können u. a. nach der Parametrierung selbstständig im Standalone-Mode arbeiten, haben eine wesentlich höhere Robustheit sowie einen geringeren Stromverbrauch und sind kompatibel zu 12/24-V-Bordspannungen im Automobil und LKW.